# Pingjiang (Yueyang)
Pingjiang (平江县,  Píngjiāng Xiàn) ist ein Kreis der bezirksfreien Stadt Yueyang in der Provinz Hunan im Süden der Volksrepublik China. Er hat eine Fläche von 4.118 km² und zählt 951.112 Einwohner (Volkszählung 2020). Sein Hauptort ist die Großgemeinde Hanchang (汉昌镇).
Die Stätte des Pingjiang-Aufstandes (平江起义旧址,  Pingjiang qiyi jiuzhi) im Jahr 1928 steht seit 1988 auf der Liste der Denkmäler der Volksrepublik China (3-27).
Am 21. November 2024 wurde die Entdeckung eines großen Goldvorkommens im Kreis Pingjiang bekanntgegeben. Auf dem Feld der schon existierenden Wangu-Goldmine wurde nach jahrelangen geologischen Probebohrungen ein Goldvorkommen in bis zu 3000 Metern Tiefe entdeckt, dessen Umfang auf etwa 1000 Tonnen geschätzt wurde. Der Marktwert dieser Goldmenge entspräche damit etwa 80 Milliarden US$. Ob und inwieweit das Vorkommen abbauwürdig ist, blieb zunächst unklar.